# Třebonín
Třebonín (en allemand : Trebonin) est une commune du district de Kutná Hora, dans la région de Bohême-Centrale, en République tchèque. Sa population s'élevait à 129 habitants en 2020.

## Géographie
Třebonín se trouve à 7 km au sud-ouest de Čáslav, à 16 km au sud-sud-est de Kutná Hora et à 68 km à l'est-sud-est de Prague.

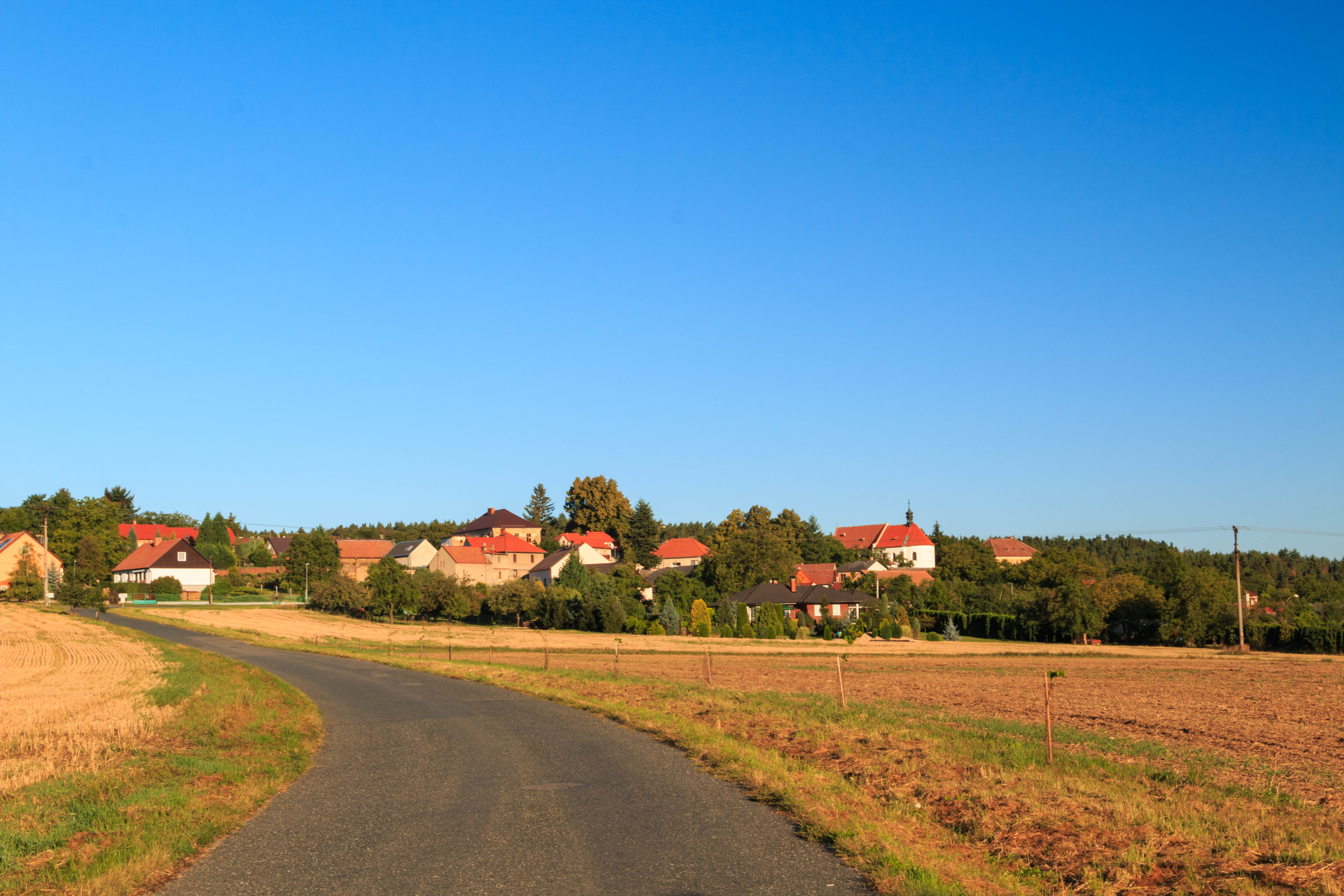
Třebonín : vue générale.

La commune est limitée par Souňov au nord, par Krchleby et Hraběšín à l'est, par Paběnice au sud, et par Úmonín à l'ouest et au nord-ouest.

## Histoire
La première mention écrite de la localité date de 1194.

## Patrimoine

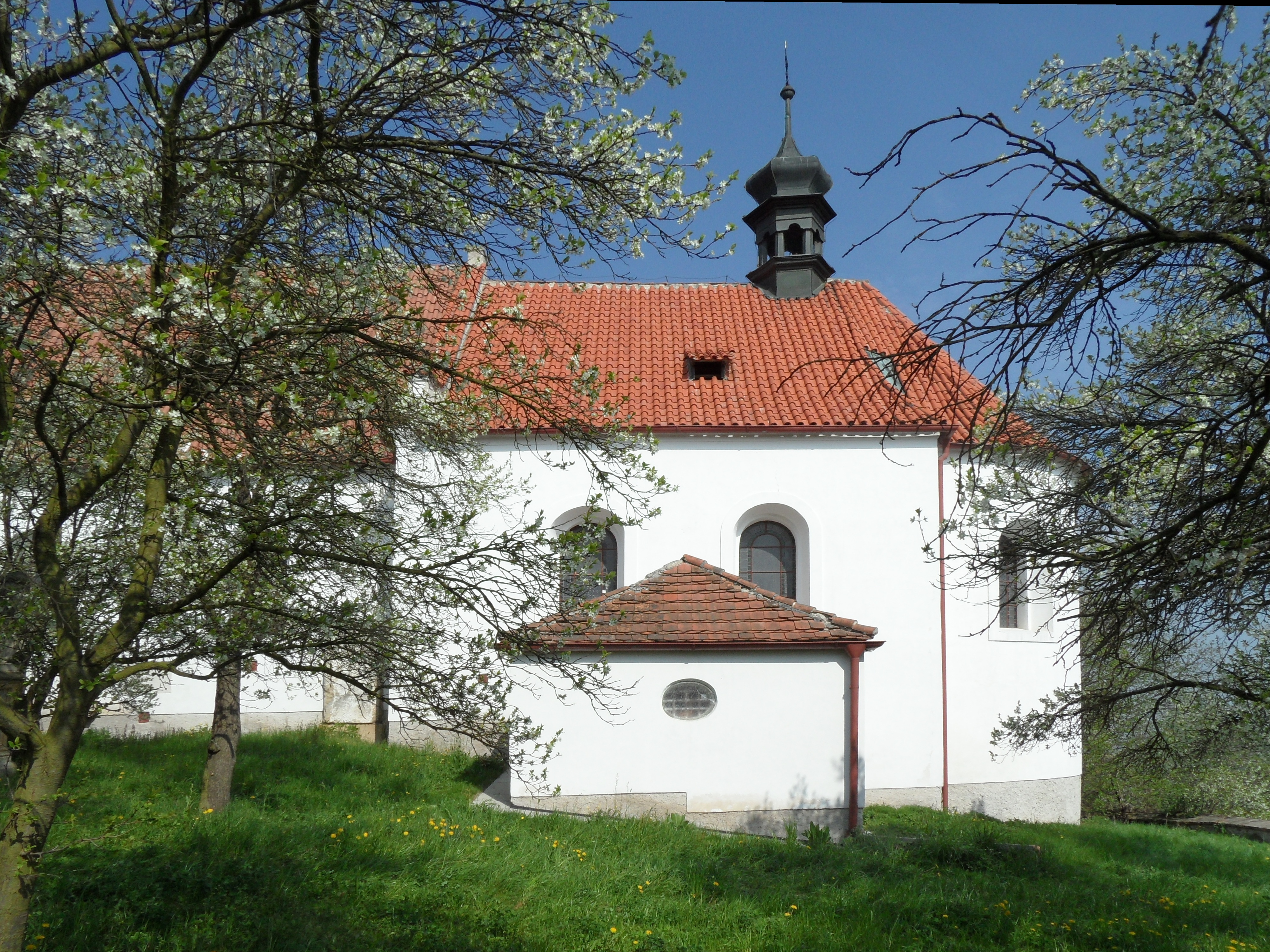
L'église Saint-Matthieu.

## Transports
Par la route, Třebonín se trouve à 8,8 km de Čáslav, à 16 km de Kutná Hora et à 97 km de Prague.